# 南京市双闸中学
南京市双闸中学（又称双闸中学）是南京市的一所普通中学，创办于1959年。

## 該校简史
- 1959年3月建校，原为南京市农业职业中学师资培训班
- 1964年3月创办双闸农业职业学校，主要培养农村初级技术人员
- 1968年10月更为南京市双闸中学，并且设有初中部和高中部
- 1982年双闸中学完全变为初中